# Giulio Prinetti
Pour les articles homonymes, voir Prinetti.
Giulio Nicolò Prinetti Castelletti (Milan, 6 juin 1851 - Rome, 9 juin 1908) était un entrepreneur et un homme politique italien.
Il a été ministre des Affaires étrangères et des Travaux publics, ainsi que fondateur du constructeur automobile Prinetti & Stucchi.

## Biographie
Issu d'une famille noble de Merate, il était le fils du marquis Luigi Prinetti Castelletti, qui fut maire de Merate en 1864. Les frères de son père, Ignazio et Carlo, sont nommés sénateurs du royaume respectivement en 1860 et 1874.
Élu député en 1882, il s'est rapidement fait un nom parmi les conservateurs. Il est nommé ministre des travaux publics dans le ministère d'Antonio di Rudinì en 1897, et se révèle être un administrateur strict et droit.
Aux côtés de Luigi Pelloux et de Sidney Sonnino, il combat l'extrême gauche qui, dans une bataille parlementaire épique, empêche le coup d'État légaliste que la monarchie avait promu. En 1901, après la défaite de la droite réactionnaire, il assouplit sa position en entrant dans le cabinet démocratique et anticlérical Zanardelli-Giolitti comme ministre des Affaires étrangères et, en cette qualité, il conclut des accords avec la France (Barrère-Prinetti de 1902) qui, confirmant les accords Visconti Venosta-Barrère déjà existants, visent à garantir à l'Italie l'approbation de la France dans la question africaine. Il fait approuver le décret Prinetti, qui interdit l'émigration subventionnée, pour éviter l'exploitation notamment au Brésil et qui est également défendu par Filippo Turati
Après avoir été chargé du ministère des affaires étrangères, il quitte la société Prinetti & Stucchi, qu'il avait fondée à Milan en 1875, avec son beau-frère Augusto Stucchi, pour la production de bicyclettes et de véhicules à moteur, dans laquelle il avait appelé à collaborer le jeune Ettore Bugatti.

### Le sous-système Prinetti - Histoire des relations internationales
En février 1901, Giuseppe Zanardelli entre au gouvernement et nomme Prinetti ministre des affaires étrangères. Il a l'intention de renforcer les relations italo-françaises de toutes les manières possibles, en tenant compte des obligations de la Triple Alliance, qui va bientôt expirer.
L'ère des tours de valse de la politique étrangère italienne commence, comme le constate amèrement le chancelier allemand Bernhard von Bülow. Avec le rapprochement avec la France, la politique étrangère italienne vis-à-vis de l'Empire ottoman décadent devient plus dure et plus audacieuse, avec pour objectif la conquête de la Libye.
Face au refus turc d'autoriser l'ouverture d'un bureau de poste à Benghazi, le gouvernement italien envoie deux cuirassés dans le port de la ville libyenne, avec l'intention de réduire le sultan à des conseils plus doux. La Libye semblait être offerte à l'Italie sur un plateau d'argent, mais le gouvernement, au moment de vérité, semblait hésiter à donner le coup décisif, pour des raisons de politique interne, qui voyait les modérés comme excessivement prudents sur la scène internationale, contre un plus grand engagement dans le domaine des réformes internes, considérées comme la priorité du gouvernement.
Néanmoins, il existe en Europe un système de relations internationales extrêmement favorable à l'Italie ; Prinetti insiste pour faire pression sur les modérés, mais en vain. Il se tourne ensuite vers le niveau diplomatique, en donnant forme à ce que l'historiographie italienne appellera le "sous-système Prinetti". Ce tissu diplomatique reposait sur trois pierres angulaires :
1. Mars 1902, échange de billets avec la Grande-Bretagne. Le précédent échange de notes entre Corti et Lord Salisbury est perfectionné ; l'Italie obtient de Londres la garantie qu'en cas de changement du statu quo en Libye, une réunion préalable aura lieu pour en déterminer les modalités, afin de ne pas nuire aux intérêts italiens sur ces terres ;
2. Juin 1902, déclaration annexée à la Triple Alliance simultanément renouvelée, dans laquelle l'Autriche-Hongrie déclare qu'elle n'a aucun intérêt en Libye et la considère comme relevant de la compétence exclusive du royaume d'Italie ;
3. Juillet 1902, échange de billets Prinetti-Barrère, qui constitue un nouveau rapprochement avec la France. La liberté d'action italienne en Tripolitaine est sanctionnée même si la France ne prend aucune mesure au Maroc. Enfin, les deux parties s'accordent sur une neutralité mutuelle en cas d'agression contre une autre puissance, à condition que les intentions françaises soient connues de Rome à l'avance. Il s'agit d'une manière diplomatique de dire que l'Italie peut décider d'être neutre ou non en cas de guerre déclenchée par la France.

Dans l'esprit de Prinetti, cependant, il n'existait pas de projet d'accord sur l'échiquier balkanique, qui aurait prévu un système de compensation pour l'Empire austro-hongrois en cas de projet concernant les terres irrédentes de Trente et de Trieste. Sur ce plan, le ministre italien des Affaires étrangères a échoué, mais les options pour la Libye restaient néanmoins ouvertes. Cependant, la volonté cultivée par Zanardelli et Giolitti de mener à bien les réformes modernisatrices nécessaires au pays bloque la réalisation du projet de Prinetti, qui aurait certainement fait monter le thermomètre en Europe.
Le 29 janvier 1903, alors qu'il est en audience avec Zanardelli et d'autres ministres, Prinetti est victime d'une attaque cérébrale qui, après une amélioration qui semble lui permettre de reprendre son poste, le contraint à démissionner le 21 avril. Sa carrière politique est pratiquement terminée, bien qu'il soit réélu en 1904 et qu'il ne renonce pas à participer à la vie parlementaire en déclarant ouvertement son soutien à Giovanni Giolitti, avec lequel il avait développé une relation d'amitié tant personnelle que politique.
Le 3 mai 1903, il obtient le titre de marquis par motu proprio royal, tandis qu'entre 1905 et 1906, il est autorisé à ajouter le nom de Castelletti à son propre patronyme.
Il meurt à son domicile à Rome le 9 juin 1908 d'une bronchopneumonie.

## Distinctions
- Chevalier de l'ordre du Mérite de la couronne de Prusse